# McDonnell Douglas A-12 Avenger II
A-12 Avenger II là một chương trình thiết kế chế tạo máy bay của Hoa Kỳ được McDonnell Douglas và General Dynamics hợp tác thực hiện, đây là một mẫu thiết kế được mong đợi thay thế cho loại A-6 Intruder trong biến chế của Hải quân Hoa Kỳ và Thủy quân Lục chiến Hoa Kỳ, loại máy bay này được dùng để tấn công lén lút trong mọi thời tiết. Mẫu thiết kế này đã gặp phải nhiều vấn đề trong khi phát triển, đặc biệt là vật liệu để chế tạo, và khi chi phí dự đoán đối với mỗi chiếc máy bay phình ra ước lượng khoảng 165 triệu USD, thì dự án này đã bị hủy bỏ bởi Bộ trưởng bộ quốc phòng lúc đó là Dick Cheney vào tháng 1 năm 1991.
Hải quân đã thay thế loại A-6 Intruder bằng loại F/A-18E/F Super Hornet, F/A-18E/F còn được dùng để thay thế A-7 và F-14.
Những bản vẽ và mô hình đã cho thấy đây là một máy bay sử dụng thiết kế cánh bay, máy bay có hình dạng tam giác cân, với buồng lái được đặt ở gần đỉnh của tam giác. Máy bay được thiết kế có hai động cơ phản lực cánh quạt đẩy General Electric F412-GE-D5F2 (mỗi chiếc tạo lực đẩy là 13.000 lb (58 kN)), máy bay được trang bị 2 tên lửa AIM-120 AMRAAM, 2 tên lửa AGM-88 HARM và các loại vũ khí không đối đất đẩy đủ, bao gồm bom Mk 82 hoặc vũ khí chính xác, tất cả các loại vũ khí này đều được chứa ở bên trong khoang vũ khí của máy bay. A-12 còn có biệt danh là "Flying Dorito".
Việc dự án bị hủy bỏ đã dẫn đến các vụ kiện tụng giữa McDonnell Douglas/General Dynamics và Bộ quốc phòng Mỹ do vi phạm hợp đồng. Vụ kiện trên còn được kháng án lên cấp tòa án cao hơn vào năm 2007.

## Thông số kỹ thuật (A-12 Avenger II)

### Đặc điểm riêng
- Phi đoàn: 2
- Chiều dài: 37 ft 10 in (11.5 m)
- Sải cánh:
  - Mở ra: 70 ft 3 in (21.4 m)
  - Thu vào: 36 ft 3 in (11.0 m)
- Chiều cao: 11 ft 3 in (3.4 m)
- Diện tích cánh: 1.308 ft² (122 m²)

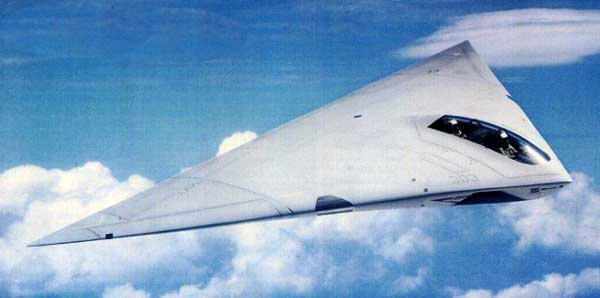
Một bản vẽ góc cạnh khác của A-12 Avenger II.

- Trọng lượng rỗng: 39.000 lb (17.700 kg)
- Trọng lượng cất cánh: 80.000 lb (36.300 kg)
- Trọng lượng cất cánh tối đa: n/a
- Động cơ: 2× General Electric F412-GE-D5F2, 13.000 lbf (58 kN) mỗi chiếc

### Hiệu suất bay
- Vận tốc cực đại: 500 knots (580 mph, 930 km/h)
- Tầm bay: 800 nm (920 mi, 1.480 km)
- Trần bay: 40.000 ft (12.200 m)
- Vận tốc lên cao: 5000 ft/min (25 m/s)
- Lực nâng của cánh: 61 lb/ft² (300 kg/m²)
- Lực đẩy/trọng lượng: 0,16

## Nội dung liên quan

### Máy bay có tính năng tương đương
- Boeing F/A-18E/F Super Hornet
- Lockheed F-117 Nighthawk
- Lockheed Martin F-22 Raptor
- Lockheed Martin F-35 Lightning II

### Danh sách máy bay
- AV-8 - YA-9 - A-10 - A-12